# Heteroscyphus giganteus
Heteroscyphus giganteus là một loài rêu tản trong họ Geocalycaceae. Loài này được (Stephani) Hürl. miêu tả khoa học lần đầu tiên năm 1998.